# Supa Strikas
Supa Strikas è una serie televisiva animata, basata sull'omonima serie a fumetti, composta da 52 episodi in 4 stagioni da 22 minuti, In Italia va in onda per la prima volta su Disney XD, a partire dall'11 marzo 2013.
La sigla è stata composta dalla rock band Hollywood Undead.

## Personaggi principali
- Shakes, è il Bomber della squadra. Molto positivo e curioso ha enormi potenzialità tecniche ed è giudicato il miglior giocatore della Super League.
- El Matador, è il giocatore più vanitoso della squadra. Dall'Ego smisurato non perde l'occasione di mettersi in mostra persino in campo.
- Klaus, attaccante di riserva, spesso schierato nel tridente con Shakes e El Matador
- Dancing Rasta, capitano e anima della squadra, risulta molto spesso decisivo nelle partite.
- Twisting Tiger centrocampista dotato di un enorme velocità e di un bel tiro dalla distanza(infatti dopo i 2 attaccanti è il giocatore più prolifico della squadra, è molto superstizioso e quando gioca senza la sua collana portafortuna sembra irriconoscibile.
- Cool Joe esterno di centrocampo dei Supa Strikas, molto curante dei suoi capelli. È lui che serve gli assist a Shakes e El Matador. Col tempo riesce a perfezionare i suoi cross grazie al ’‘Cavatappi’’.
- Blokk: difensore, è il membro più imponente della squadra. È di poche parole ma sa come farsi capire dai suoi compagni. Ha un fratello minore di nome Attakk, anche lui calciatore.
- Big Boo: é il portiere della squadra, compie il suo dovere nel difendere la porta.

## Doppiaggio
| Personaggio     | Doppiatore                |
| --------------- | ------------------------- |
| Shakes          | Renato Novara             |
| El Matador      | Alessandro Maria D'Errico |
| McQueen         | Mario Brusa               |
| Brenda          | Beatrice Caggiula         |
| Coach           | Riccardo Lombardo         |
| North Shaw      | Luca Ghignone             |
| Cool Joe        | Oliviero Cappellini       |
| Dancing Rasta   | Diego Baldoin             |
| Twisting Tiger  | Andrea Beltramo           |
| Big Bo          | Marco Panzanaro           |
| Klaus           | Dimitri Riccio            |
| Occhio di Falco | Osmar Santucho            |
| Rob             | Andrea Beltramo           |
| Lena Long       | Elena Canone              |